# René Lannuzel
Pour les articles homonymes, voir Lannuzel.
René Marie Lannuzel, né le 14 décembre 1846 à Plourin dans le Finistère et mort le 2 juin 1898 à Opotiki en Nouvelle-Zélande, est un missionnaire français, un des pionniers de l'évangélisation de la Mélanésie.

## Biographie
René Lannuzel nait le 14 décembre 1846 à Plourin. Il est issu d'une famille de cultivateurs, ses parents, François Lannuzel et Marie Catherine Le Gléau, exploitaient la ferme de Pen Allan Garo (également orthographiée Pen Al Lann Garo ou Pen Ar Lann Garo) selon les pratiques agricoles bretonnes traditionnelles,,. Prêtre séculier, capucin, missionnaire à Haïti, capitaine des volontaires bretons en 1870, il part de Barcelone sur l'India, le 6 juillet 1880, pour la colonie de Port-Breton (près de l'actuelle Kavieng) fondée en Nouvelle-Irlande par Charles du Breil, marquis de Rays où il a été nommé aumônier et arrive le 14 octobre.
Il y célèbre aussitôt la première messe mais remarque l'extrême désordre qui existe dans la colonie. Il se rend alors à Sydney pour y recueillir les conseils des Pères maristes.
La colonie périclitant, il s'installe en juin 1881 en Nouvelle-Bretagne et fonde près de Matupi la mission de Beridni qu'il baptise Vila Maria en hommage aux Pères maristes de Sydney. Il réussit quelques conversions dont celles du fils du chef et se rend en Europe en 1882. Il y rencontre à Paris et Issoudun les missionnaires du Sacré-Cœur puis montre à Rome ses collections ethnographiques qui impressionnent vivement. Il repart de Brindisi en octobre 1882 et arrive à Cookstown dans le Queensland en janvier 1883.
Il tente alors de s'associer au Père Louis André Navarre pour une action commune en Nouvelle-Bretagne mais les deux hommes ne parviennent pas à s'entendre et Lannuzel finit par abandonner la mission. Il vit alors à Sydney puis à Cooktown et fait le projet d'aborder à l'île Thursday dans l'espoir de pouvoir évangéliser la Nouvelle-Guinée. N’obtenant pas de soutien, il renonce et part pour la Nouvelle-Zélande où l'évêque d'Auckland, Monseigneur Luck, lui confie la paroisse d'Opotiki dont il s'occupera de 1884 à sa mort en 1898,.

## Publication
- La Nouvelle-Zélande, in Bulletin de la Société de Géographie de Lille, vol.11, 1889, p. 251-265